# گنبد خضرا
گنبد خضرا (عربی: القبة الخضراء، انگلیسی: Green Dome) یا گنبد فیحا گنبدی است که بر روی ضریح پیامبر اسلام بنا شده است. این گنبد در زمان قدیم به گنبد آبی و سفید نیز مشهور بوده است.

## تاریخ بنای گنبد
گنبد خضرا در زمان حکمرانی منصور قلاوون در سال عام ۶۷۸ هـ ساخته شد. گنبد در گوشهٔ جنوب شرقی مسجد النبی واقع شده‌است. قدمت این سازه به ۱۲۷۹ میلادی می‌رسد، زمانی که یک گنبد چوبی بدون رنگ بر آرامگاه ساخته شده بود. ۵۳۷/۵۰۰۰
پس از آتش‌سوزی شدیدی که در سال ۱۴۸۱ رخ داد، مسجد و گنبد سوخته بودند، و یک پروژه بازسازی توسط سلطان قایتبای آغاز شد. او بیشتر پایه‌های چوبی را با ساختار آجری به منظور جلوگیری از سقوط گنبد در آینده جایگزین نمود، او از ألواح سربی برای پوشش گنبد چوبی استفاده کرد.
این ساختمان، از جمله مزار پیامبر بطور گسترده‌ای تحت سرپرستی قایتیبای نوسازی شده بود. گنبد کنونی در سال ۱۸۱۸ توسط سلطان عثمانی، محمود دوم اضافه شده‌است. گنبد برای اولین بار در ۱۸۳۷. سبز نقاشی شده بود.
پس از چند قرن، در زمان حکومت سلطان عبدالحمید دوم ترک‌هایی در بالای گنبد ظاهر شد و و او دستور داد نوسازی آن را دادو بالای آن را نابود کرد و آن را با دقت فوق‌العاده ترمیم کرد و و این اتفاق سال ۱۲۳۳ ه. ق رخ داد.